# Am Rosenhag 1

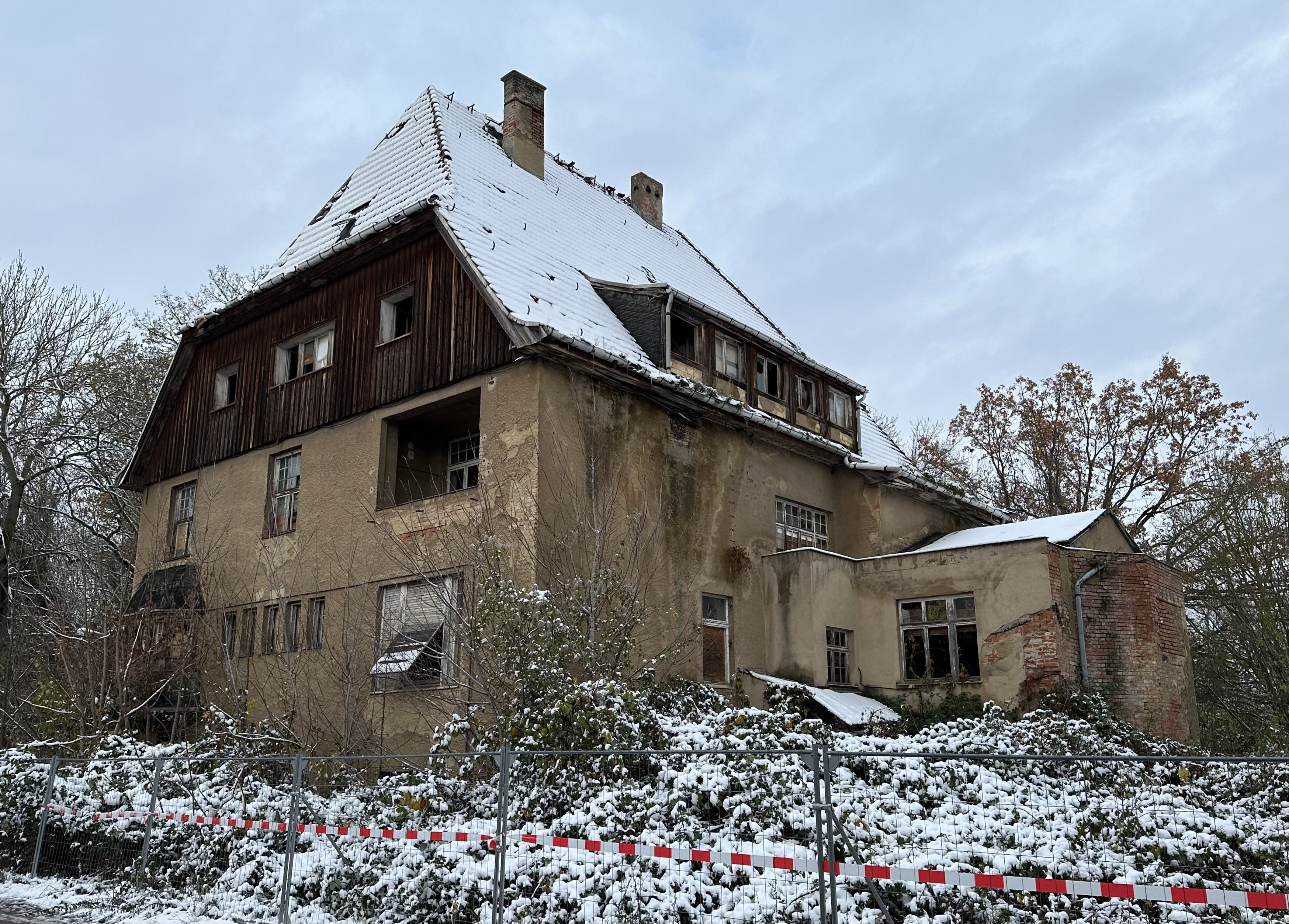
Villa Am Rosenhag 1, 2023

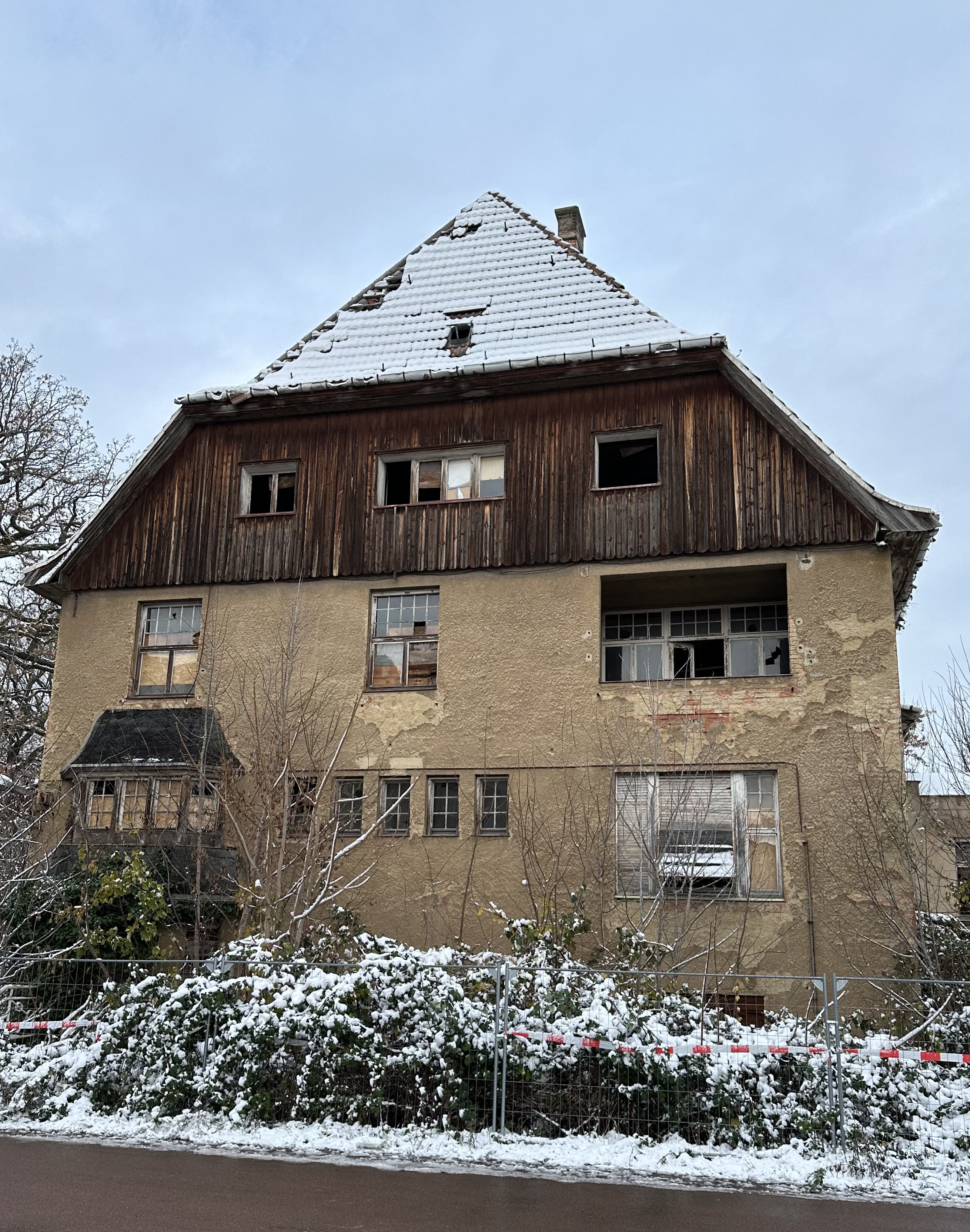
Straßenseite

Am Rosenhag 1 ist eine denkmalgeschützte Villa in Bernburg (Saale) in Sachsen-Anhalt.

## Lage
Sie liegt auf der Saalehalbinsel auf der Nordostseite der Straße Am Rosenhag am Eingang zum südlich hiervon gelegenen ehemaligen Betriebsgelände der Hopferschen Papierfabrik. Östlich der Villa befindet sich die Saale und das Saalewehr.

## Architektur und Geschichte
Die Villa entstand in der Zeit um 1900 als neues Wohngebäude und bildete das Gegenstück zum alten Hopferschen Wohnhaus aus dem Jahr 1806. Es entstand eine große zweigeschossige Villa, die von einem hohen Walmdach bedeckt ist. Zum Saalewehr hin befindet sich eine Veranda und ein Balkon. Die Innenausstattung, insbesondere Fenster, Lampen, Treppe, Paneele und Schiebetüren, ist qualitätvoll gearbeitet und noch bauzeitlich (Stand 2003).
Derzeit steht das Gebäude jedoch leer und ist sanierungsbedürftig (Stand 2023).
Im Denkmalverzeichnis des Landes Sachsen-Anhalt ist die Villa unter der Erfassungsnummer 094 60069 als Baudenkmal verzeichnet.